# (5162) Piemonte
(5162) Piemonte est un astéroïde de la ceinture principale.

## Description
(5162) Piemonte est un astéroïde de la ceinture principale. Il fut découvert le 18 janvier 1982 à la station Anderson Mesa par Edward L. G. Bowell. Il présente une orbite caractérisée par un demi-grand axe de 3,02 UA, une excentricité de 0,07 et une inclinaison de 11,2° par rapport à l'écliptique.

## Nom
L'astéroïde a été nommé d'après le Piémont, région du nord-ouest de l'Italie. Sa capitale, Turin, abrite une université historique célèbre dans le monde entier pour ses recherches scientifiques. Le Piémont est également réputé pour sa beauté naturelle, ses industries manufacturières et la production de nombreux vins prisés des connaisseurs (tels que le Nebbiolo, le Barolo, le Barbaresco ou le Carema). Nom suggéré et citation écrite par Vincenzo Zappalà et Mario Di Martino (it).

## Compléments